# Apamea obliquiorbis
Apamea obliquiorbis là một loài bướm đêm trong họ Noctuidae.